# 李世安 (元朝)
李世安（1253年—1331年），字彦豪，一名散木䚟，唐兀人，元朝将领。先世西夏宗室，其父中书左丞李恒。
李世安生于宣德府（今河北宣化）龙门川，人称李龙川。元世祖时跟随父亲灭南宋，定江南、破崖山，略地至广州，授为广州路达鲁花赤，升任为新军万户。不久擢升为同知江西宣慰司使，奉旨世袭益都淄莱上万户。父亲去世后，至元二十四年（1287年）佥江西等处行中书事，兼本军万户。至元二十五年至二十七年，两次平定僚人，由尚书省参知政事，改中书参知政事。元成宗元贞元年（1295年），出为江浙行省参知政事，改河南行省。后改任湖广行省左丞。为官体恤民情，办首恶，有德政。元武宗至大元年（1308年）入朝，加荣禄大夫、平章政事，商议枢密院事，提调诸卫屯田。元仁宗皇庆二年（1313年），拜江西行省平章政事。延祐二年（1315年），平息宁都县蔡五九民变。延祐三年（1316年），以母亲已经九十岁，请归里奉养。元文宗时下诏给一品全俸，至顺二年去世。
弟弟李世雄，又名囊家歹，官至益都淄莱万户；李世显，又名宋都碍，官至同知湖南宣慰司事。李世安四子：李屺，官至翰林直学士；李屿，官至怀远大将军，袭万户；李岩，官至栖霞县达鲁花赤；李嵘，官至江西行省理向。李世安以本军万户让给其弟李世雄。李世雄在职十年，让还给李屿。李屿死时，让给李世雄之子李繁。李繁不肯接受，使李世安之孙李保袭父职，李保又让给李屿之子李顺。